# 生命保険文化センター
公益財団法人生命保険文化センター（せいめいほけんぶんかセンター）は、生命保険制度の健全な発展のための諸事業を通じて、国民生活の安定向上、国民の利益の増進に寄与することを目的として1976年（昭和51年）1月5日に設立された。公益法人制度改革にともない2011年（平成23年）4月1日に公益財団法人に移行した。
公益財団であり、収入の9割近くを受取会費等が占める。残りは生命保険・生活設計関連の出版物販売収益となっている。『企画総務部』、『保険研究室』、『生活情報室』の3つの部室からなる

## 外部サイト
- 公益財団法人　生命保険文化センター